# Hoplosathe formosa
Hoplosathe formosa är en tvåvingeart som först beskrevs av Friedrich Hermann Loew 1871.  Hoplosathe formosa ingår i släktet Hoplosathe och familjen stilettflugor. Inga underarter finns listade i Catalogue of Life.